# Incidente del Douglas C-47 di Airline Transport Carriers del 1948
Il 28 gennaio 1948, un aereo Douglas C-47 Skytrain che trasportava 32 persone, per lo più braccianti agricoli messicani, si schiantò nella catena montuosa del Diablo, 20 miglia a ovest di Coalinga, California. Nello schianto rimasero uccisi tutti coloro che erano a bordo dell'aereo. Lo schianto ispirò la canzone "Deportee" del cantante Folk Statunitense Woody Guthrie.
Alcuni passeggeri sarebbero stati rimpatriati in Messico al termine dei loro contratti da bracero, mentre altri erano immigrati clandestini in fase di deportazione. Le prime notizie elencavano solo il pilota, il primo ufficiale e l'hostess, mentre il resto veniva elencato solo come "deportati". Inizialmente furono identificate solo 12 delle vittime. Le vittime messicane dell'incidente furono collocate in una fossa comune nel cimitero di Holy Cross a Fresno, California, con la loro tomba contrassegnata solo come "cittadini messicani".

## L'Incidente
L'aereo Douglas C-47 Skytrain, di proprietà della Airline Transport Carriers di Burbank, California, è stato noleggiato dal Servizio di Immigrazione e Naturalizzazione per trasportare ventotto cittadini messicani, che erano stati deportati al Centro di deportazione dell'INS a El Centro, California.
Per ragioni mai spiegate, il pilota Frank Atkinson e il copilota Marion Ewing presero un Douglas C-47 Skytrain che aveva posti a sedere per soli ventisei passeggeri (sette ore in ritardo per un'ispezione di routine e necessaria per la sicurezza) per il volo, invece di un aereo certificato per trasportare trentadue passeggeri. Arrivando a Oakland, California, dopo un volo di routine, l'equipaggio fu raggiunto dalla guardia dell'INS Frank Chaffin. Il volo doveva fare rifornimento a Burbank, California, prima di proseguire per El Centro.
Intorno alle 10:30, i lavoratori del Fresno County Industrial Road Camp, situato a 34 km a nord-ovest di Coalinga, California, hanno notato il fumo bianco che usciva dal motore di sinistra del Douglas C-47 Skytrain. L'ala sinistra si staccò improvvisamente, facendo cadere nove passeggeri fuori dallo squarcio nella fusoliera. L'aereo ha preso fuoco ed è precipitato al suolo vicino al Los Gatos Creek, esplodendo in una palla di fuoco. L'indagine dell'Autorità per l'Aeronautica Civile ha scoperto che una perdita di carburante nella pompa del carburante del motore di babordo si era accesa e la scia ha alimentato le fiamme fino a raggiungere un'intensità incandescente. L'incendio che ne seguì, agendo come una torcia ossiacetilenica, bruciò l'ala alare e causò lo schianto.
Le prime notizie elencavano solo il pilota, il primo ufficiale, l'hostess e la guardia dell'immigrazione, mentre il resto veniva elencato solo come "deportati". Inizialmente furono identificate solo 12 delle vittime. Le vittime ispaniche dell'incidente furono collocate in una fossa comune nel cimitero di Holy Cross a Fresno, in California, con la loro tomba contrassegnata solo come "cittadini messicani". La tomba misura 84 x 7 piedi (25,6 x 2,1 m) con due file di bare e non tutti i corpi furono sepolti il primo giorno, ma le bare nel sito avevano una guardia notturna.

## Canzone di Woody Guthrie, "Deportee"
Il cantautore Woody Guthrie scrisse una poesia nel 1948 lamentando l'anonimato dei lavoratori uccisi nell'incidente, identificati solo come "deportati" nei resoconti dei media. Quando la poesia di Guthrie fu musicata dieci anni dopo dallo studente universitario Martin Hoffman, divenne la canzone popolare "Deportee (Plane Wreck at Los Gatos)".
La canzone è stata resa popolare da Pete Seeger, e successivamente è stata eseguita da Arlo Guthrie, Joan Baez, Judy Collins, Julie Felix, Cisco Houston, Bob Dylan, Willie Nelson, Dolly Parton, Johnny Cash, Bruce Springsteen, The Byrds, e Ani DiFranco tra gli altri.

## Conseguenze

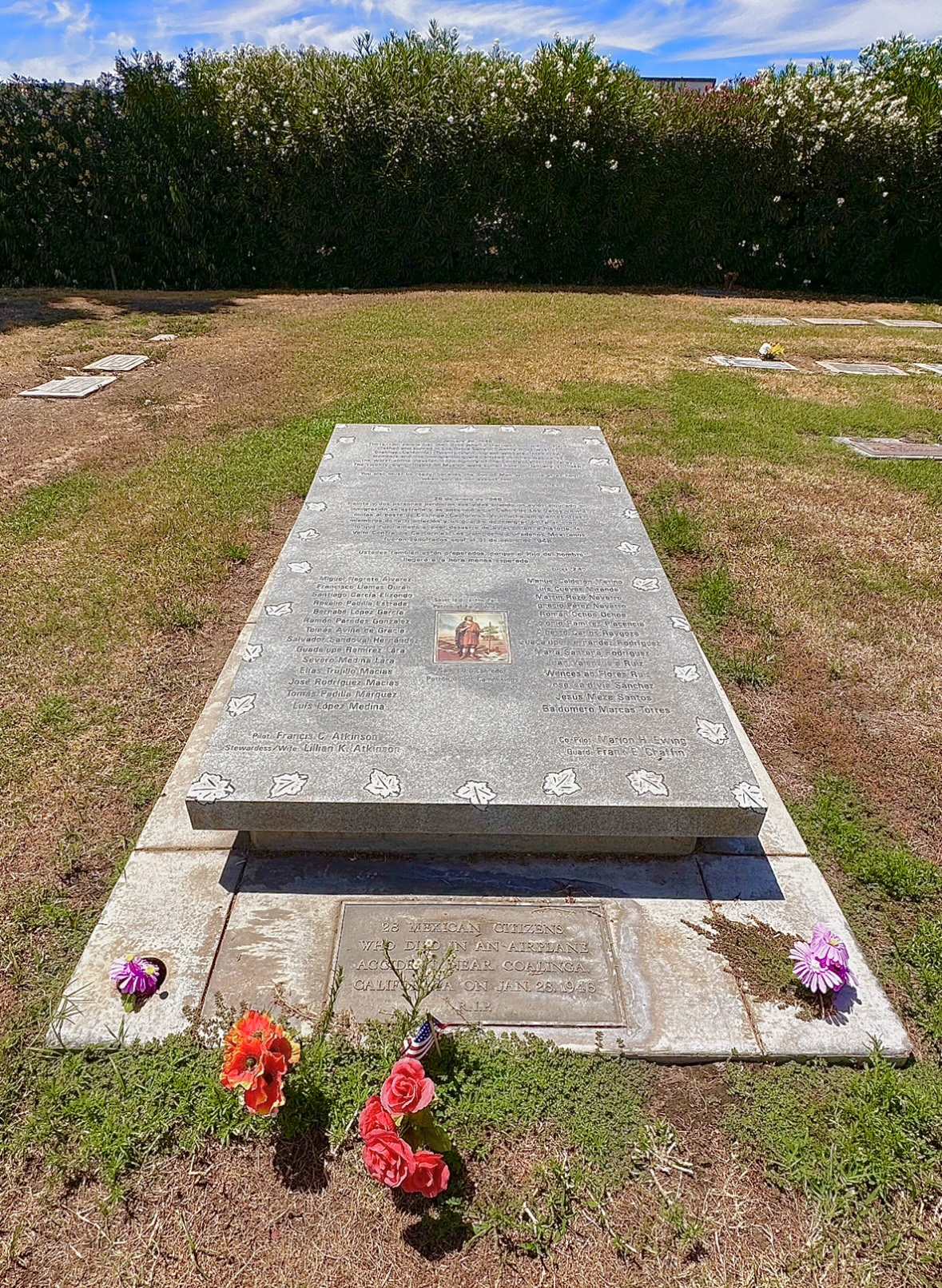
Il luogo di sepoltura delle vittime dell'incidente.

Cesar Chavez, che più tardi divenne il fondatore del sindacato United Farm Workers, venne a conoscenza del tragico incidente mentre prestava servizio nella Marina degli Stati Uniti, cosa che lo contribuì a convincersi che i lavoratori agricoli dovrebbero essere trattati "come esseri umani importanti e non come strumenti agricoli".
I nomi di tutte le vittime furono pubblicati sui giornali locali nel 1948. Nel 2009, lo scrittore Tim Z. Hernandez iniziò a cercare la tomba e quei nomi. Con l'aiuto di altri, nel luglio 2013 furono tutti identificati (alcuni nomi erano scritti in modo errato nei registri) e fu raccolto il denaro per un memoriale più adatto. Il 2 settembre 2013 (Labor Day), una lapide commemorativa dei deportati è stata svelata durante una messa nel cimitero di Holy Cross a Fresno alla quale hanno partecipato più di 600 persone. Il memoriale comprende tutti i ventotto nomi dei lavoratori migranti, tra cui tre donne, e un uomo nato in Spagna, non in Messico come ampiamente riportato.